# VW Tiguan II
| Sterne im Euro-NCAP-Crashtest |

Der VW Tiguan II ist ein Fahrzeugmodell des deutschen Automobilherstellers Volkswagen im Marktsegment der Kompakt-SUV, das ab Januar 2016 als Nachfolger des Tiguan I verkauft wurde. Das Nachfolgemodell Tiguan III wurde im September 2023 vorgestellt.

## Geschichte
Die zweite Generation des Tiguan wurde im September 2015 auf der Internationalen Automobil-Ausstellung in Frankfurt am Main vorgestellt. Das neue Modell basiert auf dem Modularen Querbaukasten. Die zweite Generation ist gegenüber dem Vorgänger um sechs Zentimeter länger und misst 4,49 m. Der Radstand wuchs um rund acht Zentimeter auf 2,68 m. Produktionsstandorte des Standard-Tiguan sind die Werke in Osnabrück und Wolfsburg. Im Euro-NCAP-Crashtest erreichte der Tiguan II fünf von fünf möglichen Sternen.

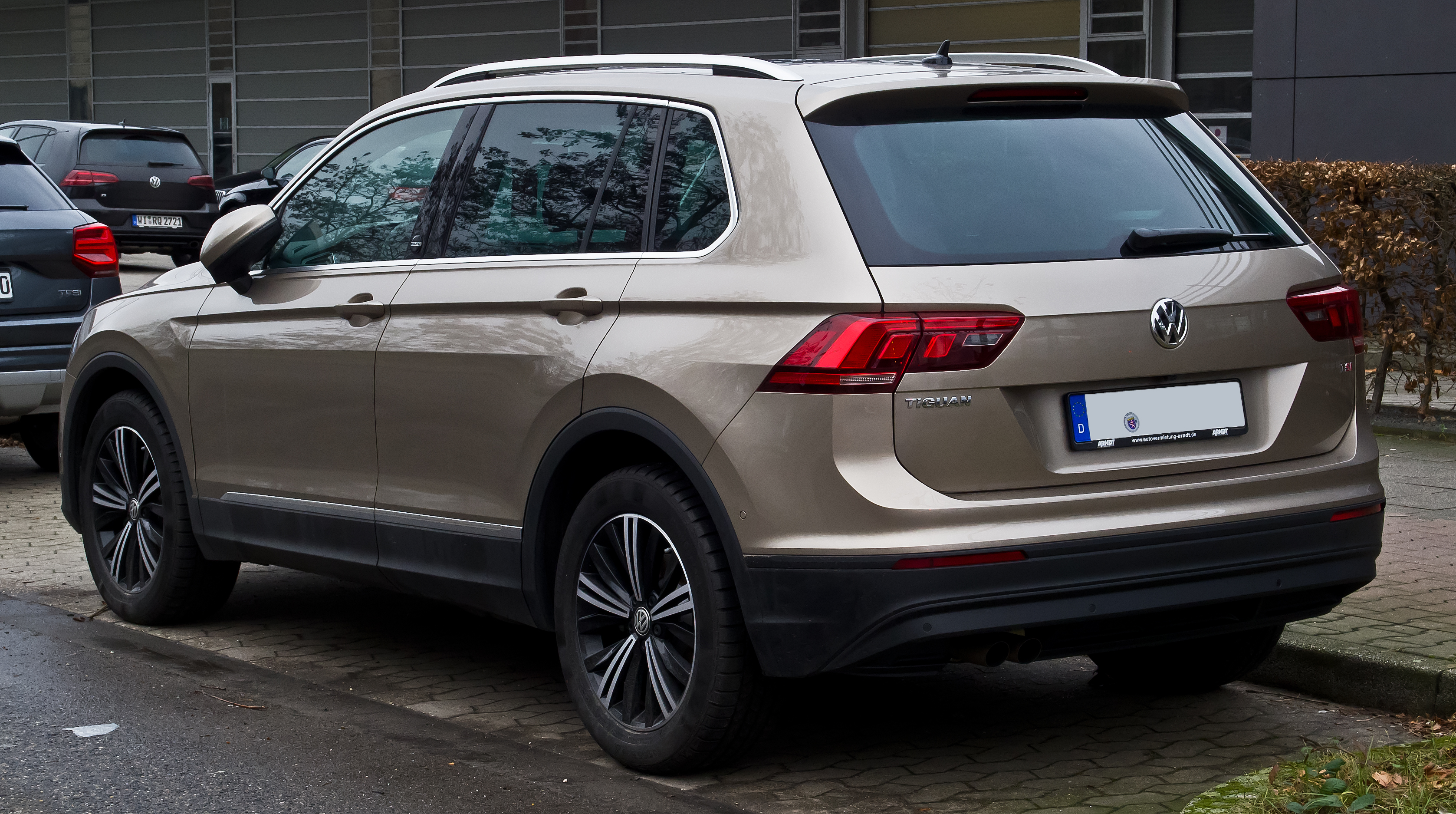
Heckansicht
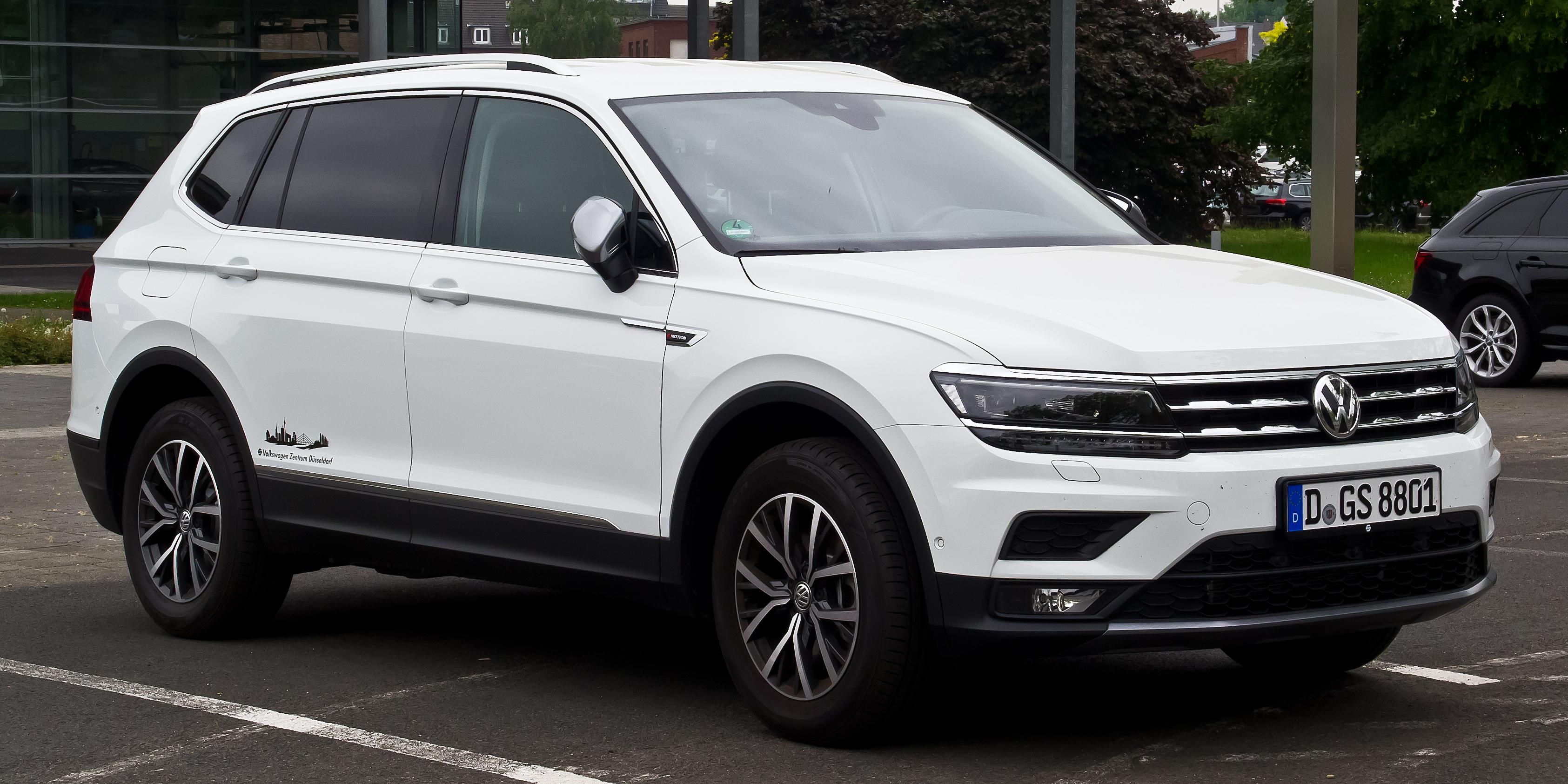
VW Tiguan Allspace (2017–2021)
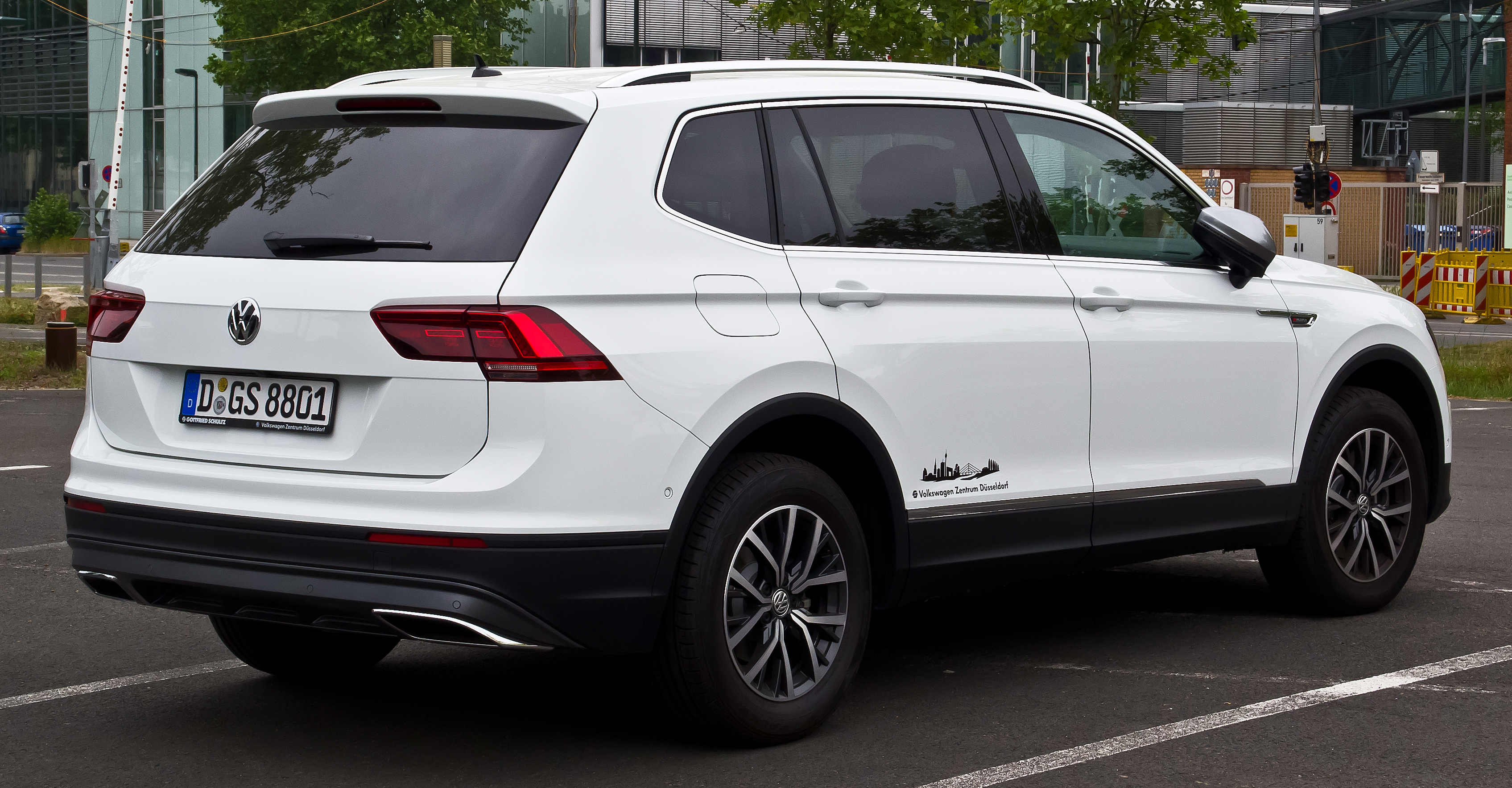
Heckansicht
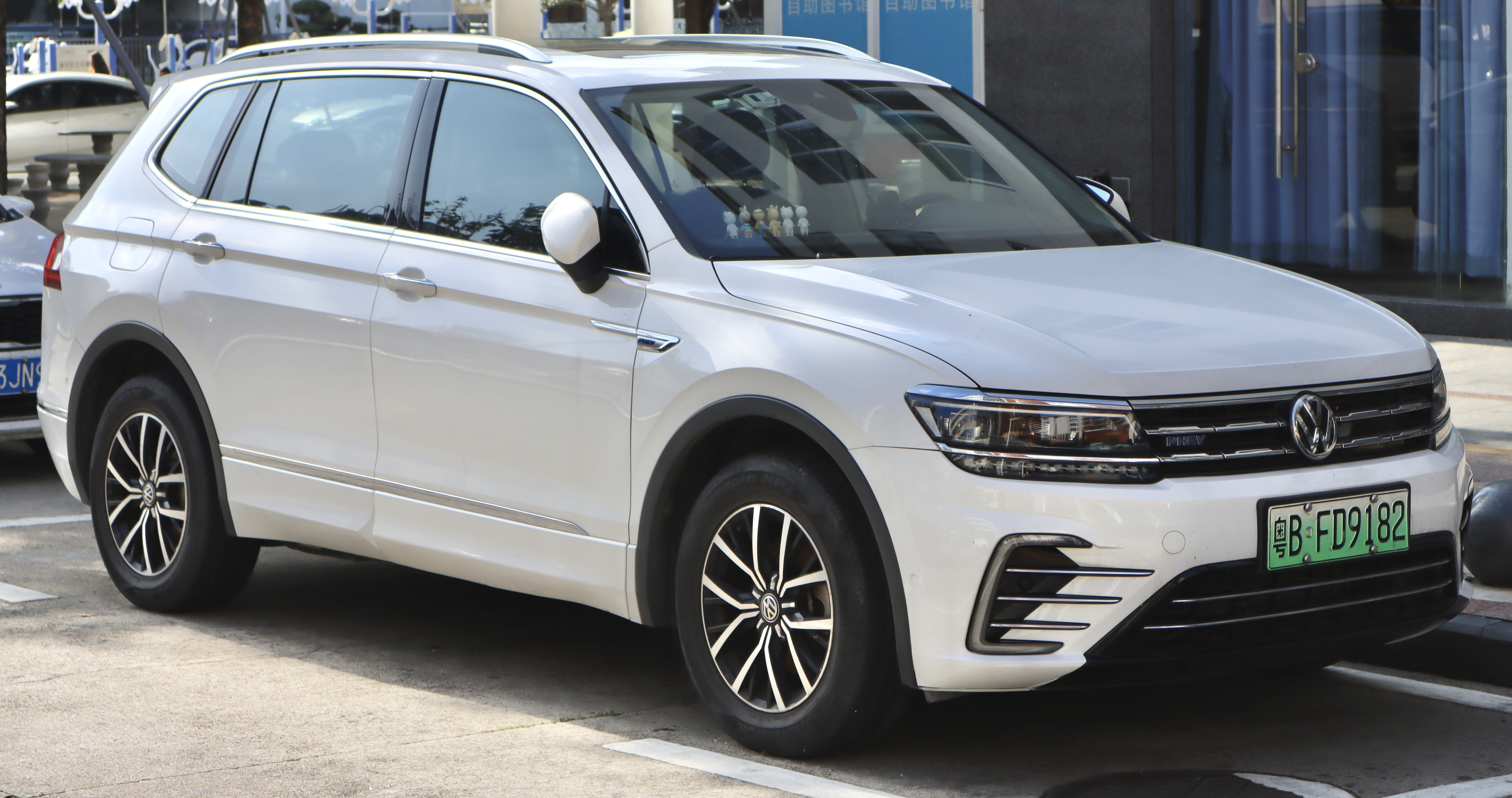
VW Tiguan L (2017–2024)

## Tiguan Allspace
Während vom Vorgängermodell Tiguan I eine verlängerte Version für den Markt in China gebaut wurde, war eine Langversion des Tiguan II unter der Bezeichnung Tiguan Allspace auch in Europa und Nordamerika erhältlich. Der 4,70 m lange Tiguan Allspace konnte gegen Aufpreis mit sieben Sitzplätzen ausgestattet werden. Der Tiguan Allspace sowie die in Nordamerika erhältliche Version des Tiguan wurden im Werk Puebla in Mexiko gefertigt. Das Nachfolgemodell ist der VW Tayron, der fortan auch in Wolfsburg hergestellt wird.
Vorgestellt wurde der Tiguan Allspace erstmals auf der North American International Auto Show in Detroit im Januar 2017, die Europaversion auf dem 87. Genfer Auto-Salon im März 2017. Die bei Shanghai Volkswagen gebaute chinesische Langversion Tiguan L war bereits ab dem 18. Januar 2017 im Handel. Der Marktstart in Nordamerika war im Sommer 2017, der europäische Markt folgte im September 2017. Eine überarbeitete Version des Allspace wurde im Mai 2021 präsentiert.
Als Antrieb standen für den Tiguan Allspace die Otto- und Dieselmotoren ab 110 kW (150 PS) zur Verfügung.
In China wurde die Langversion des Tiguan ab November 2018 auch als Plug-in-Hybrid gebaut. Der Antrieb stammt aus dem Golf VII GTE. Die Systemleistung beträgt 155 kW (211 PS). Der Hersteller gibt die Höchstgeschwindigkeit mit 200 km/h an, auf 100 km/h soll das Fahrzeug in 8,1 Sekunden beschleunigen. Die elektrische Reichweite soll bei 52 km liegen.
Auf Basis des Tiguan Allspace präsentierte SAIC Volkswagen im September 2020 den als SUV-Coupé vermarkteten Tiguan X. Er wird ausschließlich in China verkauft. Ein ähnliches Fahrzeug bietet FAW-Volkswagen seit Juli 2020 mit dem Tayron X an.

## Modellpflege
Vorgestellt wurde das modellgepflegte Fahrzeug Anfang Juli 2020, die Markteinführung fand im Herbst 2020 statt. Der Tiguan des Modelljahrs 2021 konnte ab Juli 2020 bestellt werden. Der Tiguan Allspace hingegen wurde noch bis 2021 mit dem „alten“ Design verkauft.
Auffallendste Merkmale der Modellpflege finden sich an der Front des Fahrzeuges. Speziell der Kühlergrill, die LED-Frontscheinwerfer und die Stoßfänger wurden überarbeitet. Der neue Kühlergrill trägt nun einen Schwung, wo vorher gerade Linien den Ton angaben. Die LED-Frontscheinwerfer ähneln dem Golf VIII und ziehen sich auch weiter in den Kotflügel hinein. Am Heck gab es kaum Änderungen. Es wurden auch hier die LED-Rückleuchten und die Stoßfänger modifiziert.
Auch im Interieur gab es leichte Änderungen; so verbaut der Hersteller im Tiguan das Infotainmentsystem der dritten Generation „MIB 3“. Der Travel Assist, der auch schon im VW Arteon erhältlich ist, kann nun auch beim Tiguan optional bestellt werden.
Im Zuge der Modellpflege hat der Hersteller die Ausstattungslinien umgestellt und umbenannt. Die alten Ausstattungslinien Trendline, Comfortline und Highline wurden durch die Basisausstattung Tiguan, die gehobenen Linien Life und Elegance und der sportlichen R-Line ersetzt. Letztere ersetzt gleichzeitig sämtliche R-Line Ausstattungs- und Designpakete, die zuvor als Sonderausstattung angeboten wurden.
Der Hersteller hat zwei weitere Modelle angekündigt. So folgte noch im Jahr 2020 der Tiguan R, das neue Spitzenmodell mit 235 kW (320 PS) Motorleistung, und ein Plug-in-Hybrid, der Tiguan eHybrid mit 180 kW (245 PS) Systemleistung. Ab November 2020 waren beide bestellbar. Bei Letzterem handelt es sich in der Serie, im Gegensatz zum Golf GTE, nicht um eine Modell- oder Ausstattungsvariante, sondern vergleichbar dem Golf VIII 1.4 TSI eHybrid oder dem Seat Leon IV 1.4 e-Hybrid (diese jedoch mit 150 kW (204 PS) Systemleistung), um eine Motorvariante. Außer mit der Grundausstattung Tiguan wird die Antriebsart Plug-in-Hybrid 1.4 eHybrid OPF mit allen Ausstattungslinien (Life, Elegance und R-Line) angeboten.

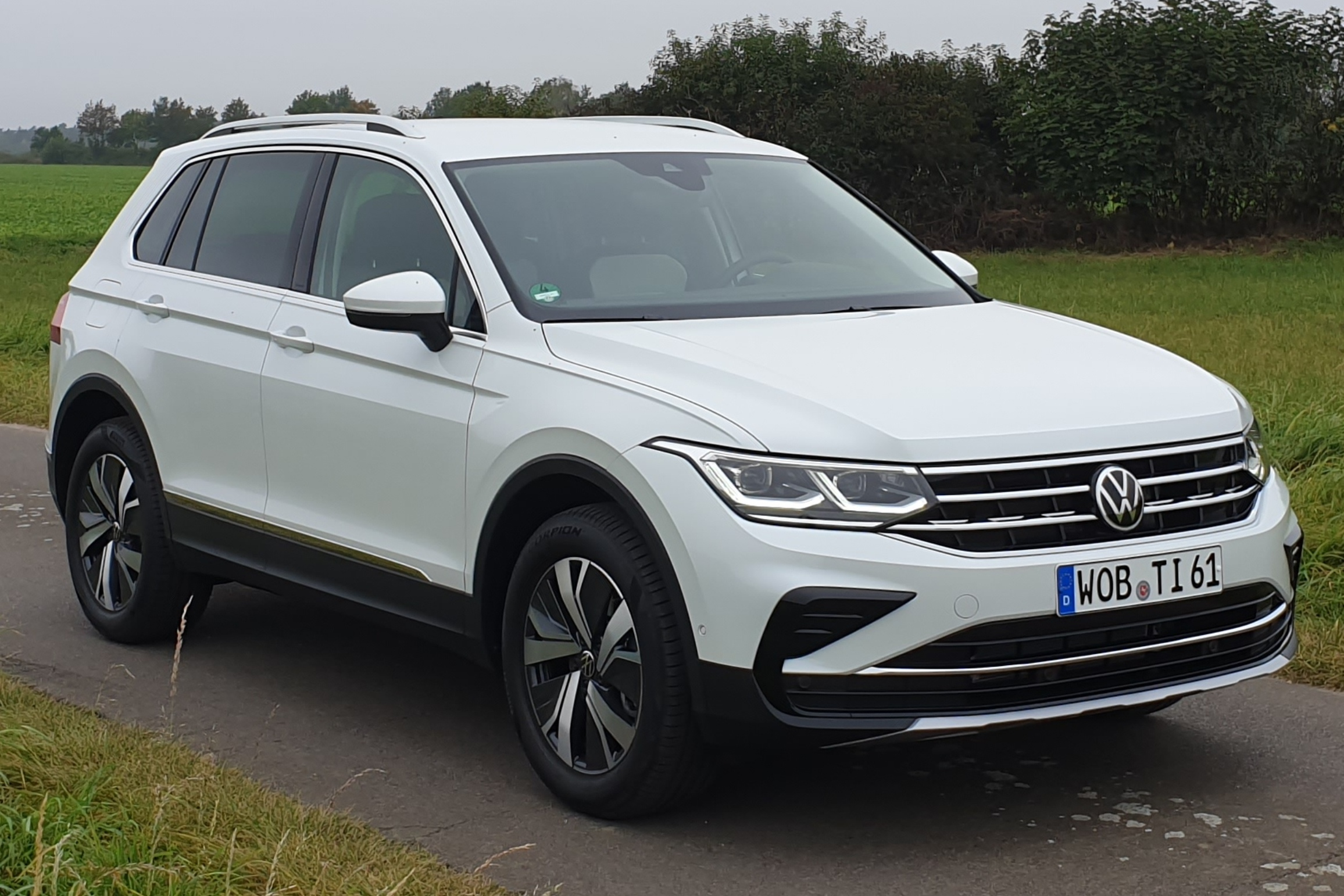
VW Tiguan eHybrid (2020–2022)
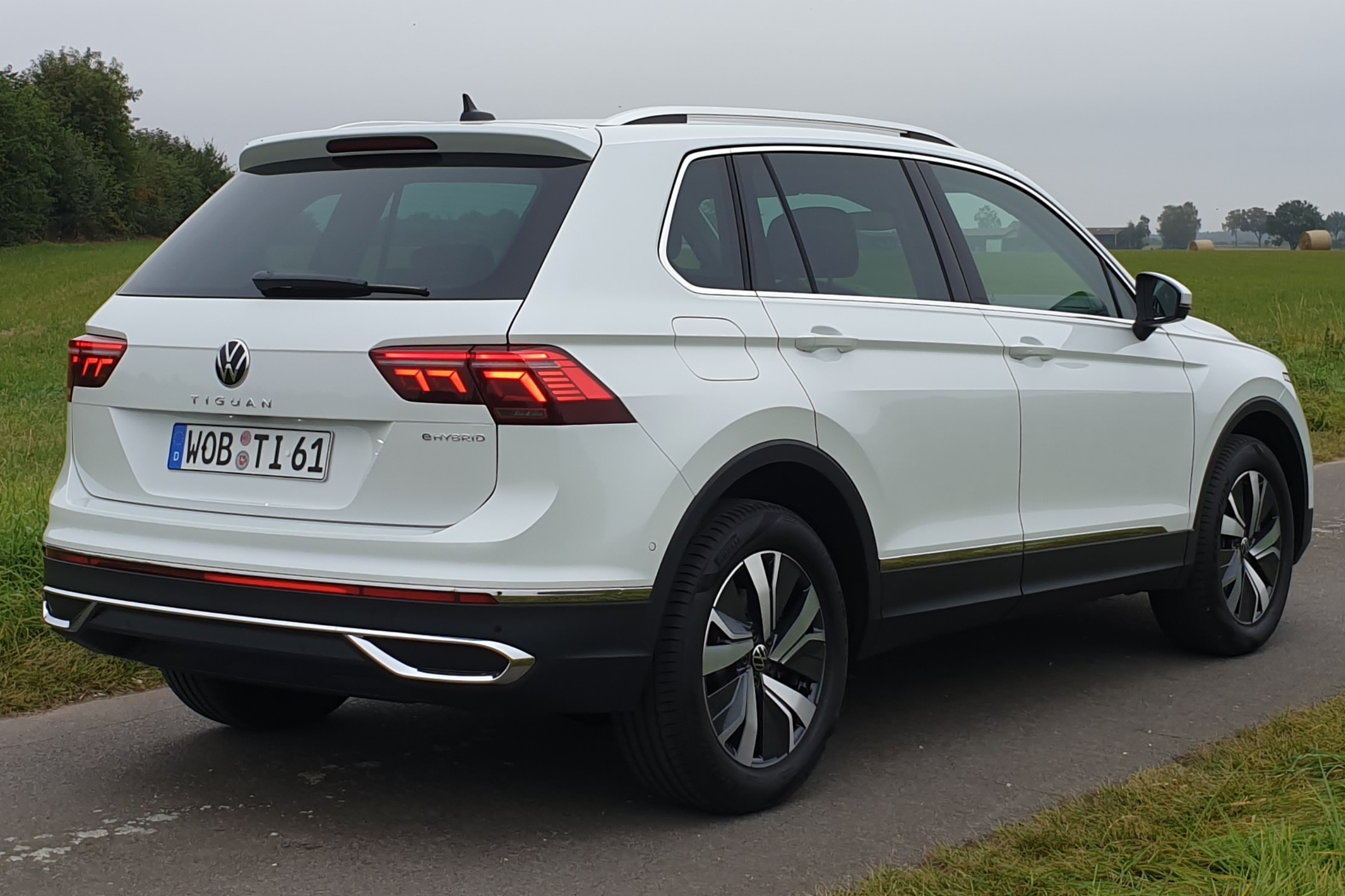
Heckansicht
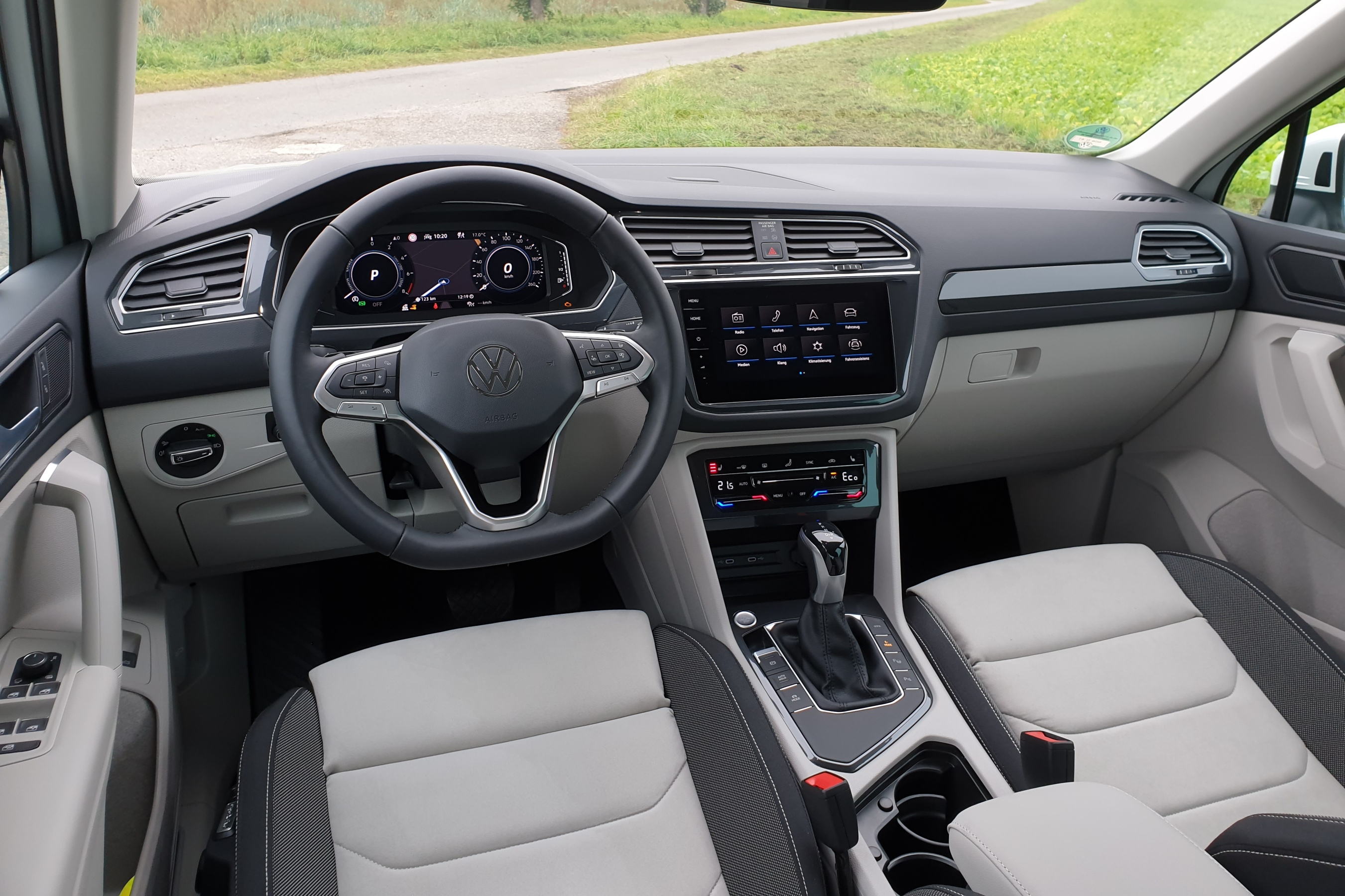
Innenraum (2020–2023)
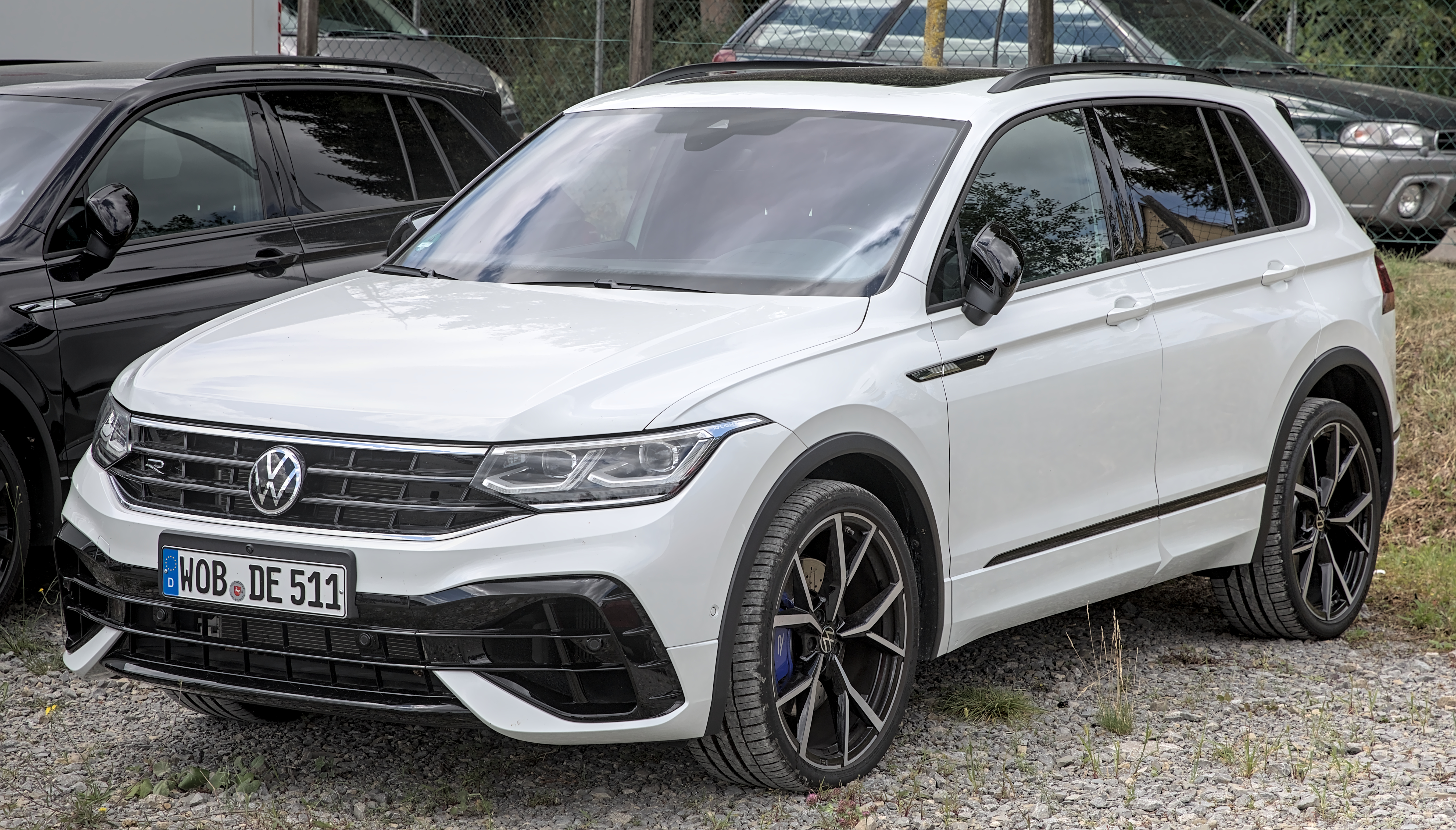
VW Tiguan R (2020–2023)
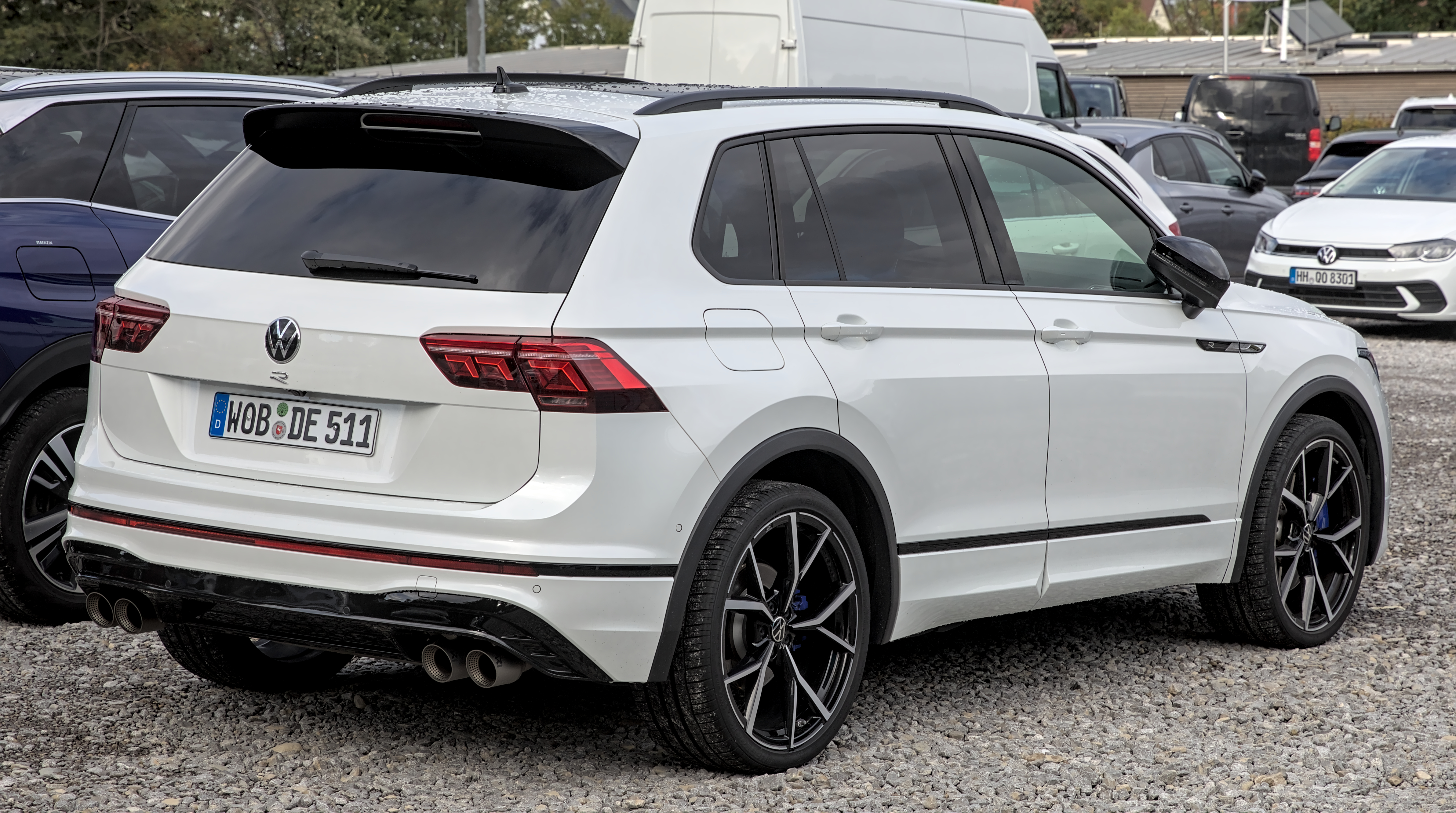
Heckansicht
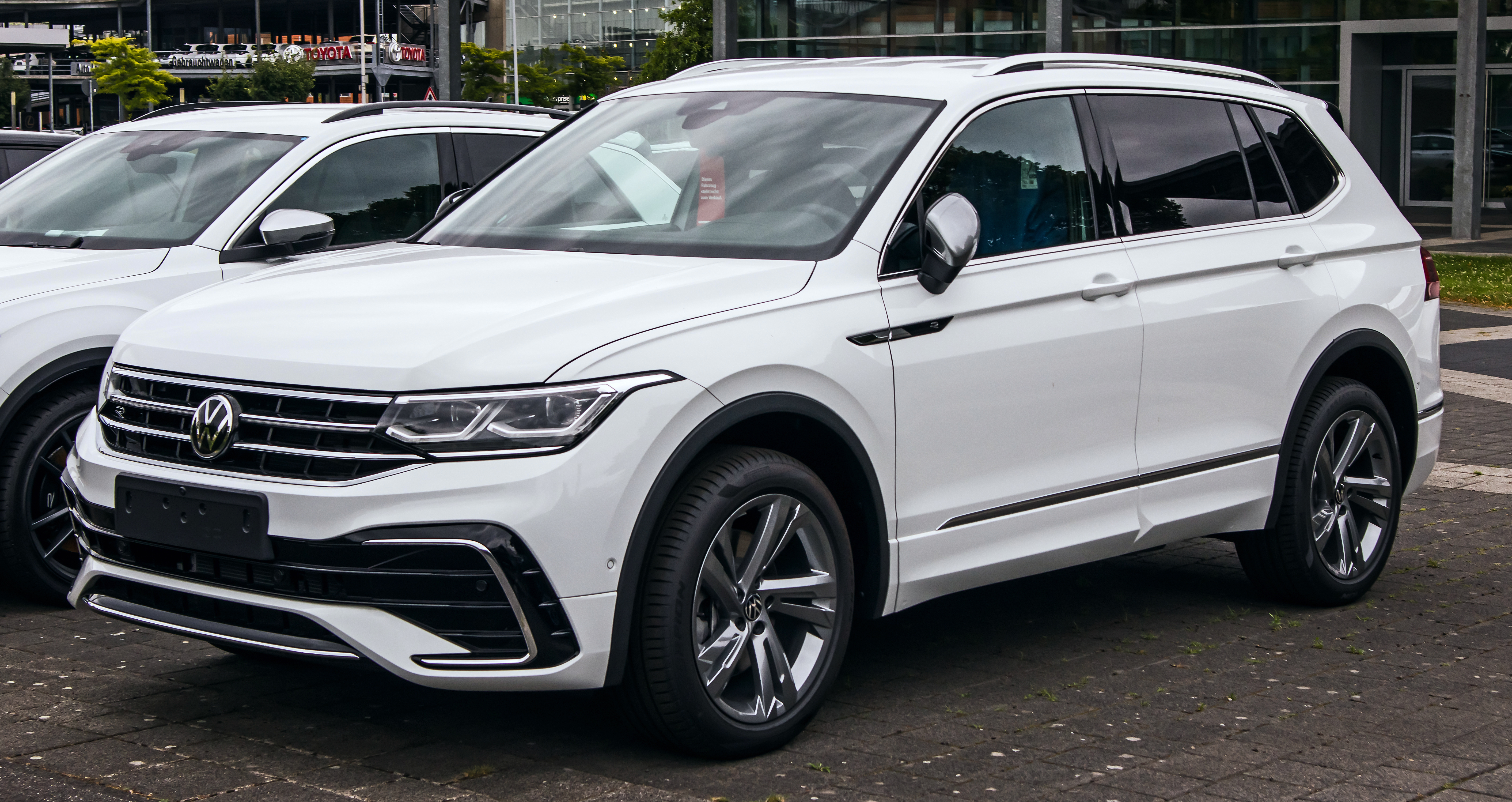
VW Tiguan Allspace R-Line (2021–2024)
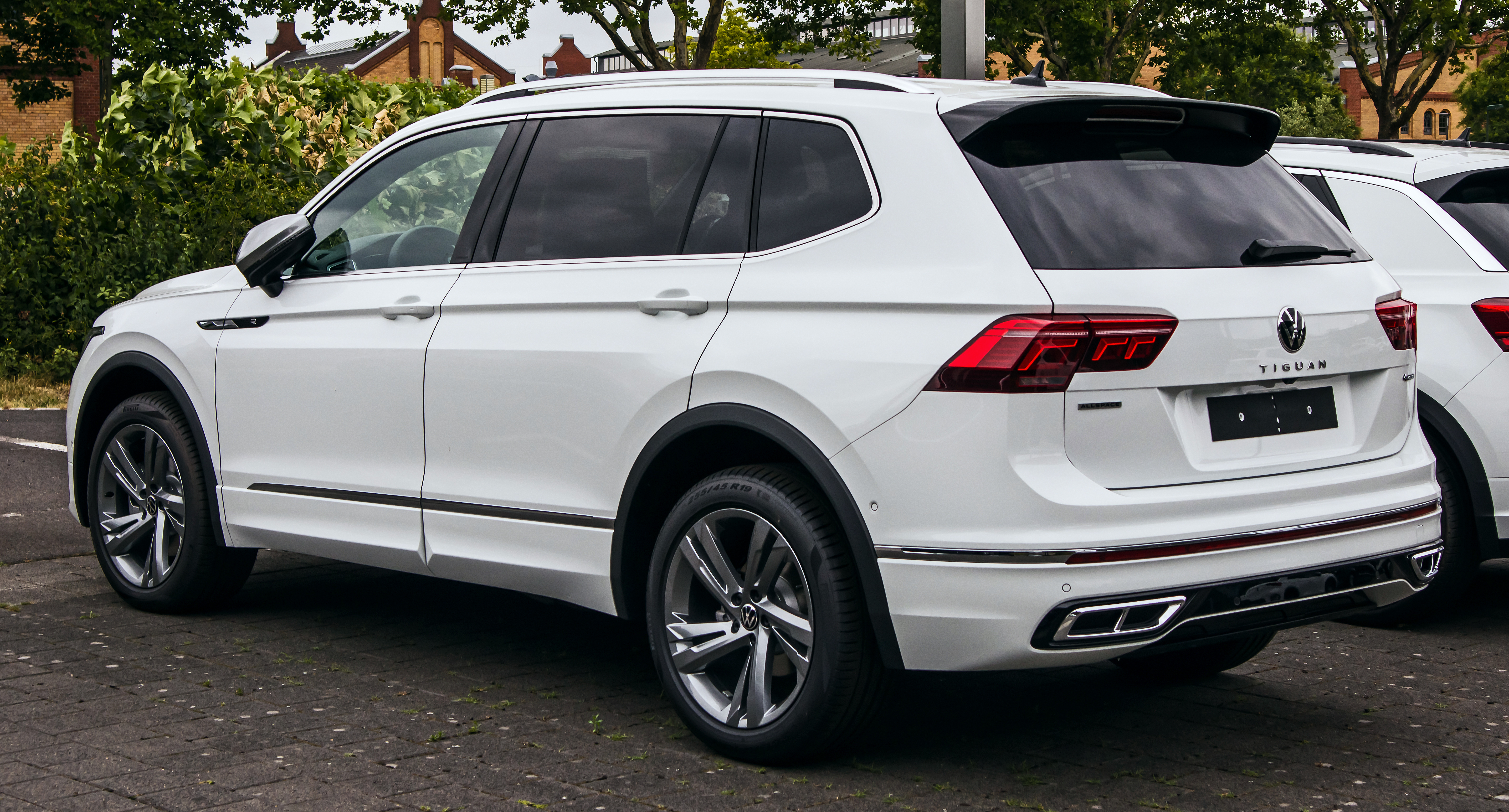
Heckansicht

## Technische Daten

### Bis NEFZ-Fahrzyklus 2018
|                                             | 1.4 TSI BMT                                     | 1.4 TSI BMT ACT (1)                             | 2.0 TSI BlueMotion Technology 4Motion           | 2.0 TSI BlueMotion Technology 4Motion           | 2.0 TDI SCR BlueMotion Technology                                 | 2.0 TDI SCR BlueMotion Technology                                 | 2.0 TDI SCR BlueMotion Technology 4Motion                         | 2.0 TDI SCR BlueMotion Technology 4Motion                         |
| ------------------------------------------- | ----------------------------------------------- | ----------------------------------------------- | ----------------------------------------------- | ----------------------------------------------- | ----------------------------------------------------------------- | ----------------------------------------------------------------- | ----------------------------------------------------------------- | ----------------------------------------------------------------- |
| Bauzeitraum                                 | 06/2016–08/2018                                 | 06/2016–08/2018                                 | 01/2016–08/2018                                 | 10/2016–08/2018                                 | 06/2016–08/2018                                                   | 01/2016–08/2018                                                   | 01/2016–08/2018                                                   | 10/2016–08/2018                                                   |
| Motorkennbuchstaben                         | CZCA                                            | CZEA/CZDA                                       | CZPA/DGVA                                       | CHHB/CXDA                                       | DFGC                                                              | DFGA                                                              | DFHA                                                              | CUAA                                                              |
| Motorbaureihe                               | VW EA211                                        | VW EA211                                        | VW EA888                                        | VW EA888                                        | VW EA288                                                          | VW EA288                                                          | VW EA288                                                          | VW EA288                                                          |
| Motortyp, Zylinder/Ventile                  | R4/16-Ottomotor, Turbolader, Direkteinspritzung | R4/16-Ottomotor, Turbolader, Direkteinspritzung | R4/16-Ottomotor, Turbolader, Direkteinspritzung | R4/16-Ottomotor, Turbolader, Direkteinspritzung | R4/16-Dieselmotor, Turbolader, Common-Rail-Einspritzung, DPF, SCR | R4/16-Dieselmotor, Turbolader, Common-Rail-Einspritzung, DPF, SCR | R4/16-Dieselmotor, Turbolader, Common-Rail-Einspritzung, DPF, SCR | R4/16-Dieselmotor, Turbolader, Common-Rail-Einspritzung, DPF, SCR |
| Hubraum                                     | 1395 cm³                                        | 1395 cm³                                        | 1984 cm³                                        | 1984 cm³                                        | 1968 cm³                                                          | 1968 cm³                                                          | 1968 cm³                                                          | 1968 cm³                                                          |
| max. Leistung bei min−1                     | 92 kW (125 PS)/ 5000–6000                       | 110 kW (150 PS)/ 5000–6000                      | 132 kW (180 PS)/ 3940–6000                      | 162 kW (220 PS)/ 4500–6200                      | 85 kW (115 PS)/ 2750–4500                                         | 110 kW (150 PS)/ 3500–4000                                        | 140 kW (190 PS)/ 3500–4000                                        | 176 kW (240 PS)/ 4000                                             |
| max. Drehmoment bei min−1                   | 200 Nm/1400–4000                                | 250 Nm/1500–3500                                | 320 Nm/1500–3940                                | 350 Nm/1500–4400                                | 320 Nm/1700–2500                                                  | 340 Nm/1750–3000                                                  | 400 Nm/1900–3300                                                  | 500 Nm/1750–2500                                                  |
| Antriebsart, serienmäßig                    | Vorderradantrieb                                | Vorderradantrieb                                | Allradantrieb                                   | Allradantrieb                                   | Vorderradantrieb                                                  | Vorderradantrieb                                                  | Allradantrieb                                                     | Allradantrieb                                                     |
| Antriebsart, optional                       | –                                               | Allradantrieb                                   | –                                               | –                                               | –                                                                 | Allradantrieb                                                     | –                                                                 | –                                                                 |
| Getriebe, serienmäßig                       | 6-Gang-Schaltgetriebe                           | 6-Gang-Schaltgetriebe                           | 6-Gang-Schaltgetriebe                           | 7-Gang-DSG                                      | 6-Gang-Schaltgetriebe                                             | 6-Gang-Schaltgetriebe                                             | 7-Gang-DSG (DQ 500)                                               | 7-Gang-DSG (DQ 500)                                               |
| Getriebeart, optional                       | –                                               | 6-Gang-DSG                                      | 7-Gang-DSG                                      | –                                               | –                                                                 | 7-Gang-DSG                                                        | –                                                                 | –                                                                 |
| Leergewicht                                 | 1490–1711 kg                                    | 1490–1803 kg [1570 kg]                          | 1645–1862 kg [1735 kg]                          | 1669–1876 kg [1755 kg]                          | 1568–1785 kg                                                      | 1568–1927 kg [1660–1775 kg]                                       | 1723–1939 kg [1805 kg]                                            | 1795–1980 kg [1880 kg]                                            |
| maximale Zuladung                           | 435–613 kg                                      | 435–621 kg [509–605 kg]                         | 473–625 kg [506–640 kg]                         | 459–610 kg [501–630 kg]                         | 441–614 kg                                                        | 437–623 kg [502–640 kg]                                           | 470–608 kg [503–610 kg]                                           | 455–615 kg [481–605 kg]                                           |
| Beschleunigung 0–100 km/h                   | 10,5 s                                          | 9,2 s [9,5 s]                                   | 7,7 s [8,2 s]                                   | 6,3–6,5 s [6,8 s]                               | 10,9 s                                                            | 9,3 s [9,8–9,9 s]                                                 | 7,9 s [8,6 s]                                                     | 6,2–6,5 s [6,7 s]                                                 |
| Höchstgeschwindigkeit                       | 190 km/h                                        | 200–202 km/h [200 km/h]                         | 208–210 km/h [208 km/h]                         | 225 km/h [223 km/h]                             | 185 km/h                                                          | 200–204 km/h [198–202 km/h]                                       | 212 km/h [210 km/h]                                               | 228–230 km/h [228 km/h]                                           |
| Kraftstoffverbrauch auf 100 km (kombiniert) | 6,1 l Super                                     | 5,8–7,1 l Super [6,1 l Super]                   | 7,3–7,4 l Super [7,6–7,7 l Super]               | 7,7–7,8 l Super [8,1 l Super]                   | 4,7–4,8 l Diesel                                                  | 4,7–5,7 l Diesel [5,0–5,9 l Diesel]                               | 5,7 l Diesel [5,9 l Diesel]                                       | 6,4 l Diesel [6,5 l Diesel]                                       |
| CO2-Emission                                | 139 g/km                                        | 132–163 g/km [137 g/km]                         | 168–170 g/km [172–175 g/km]                     | 180 g/km [185 g/km]                             | 123–125 g/km                                                      | 123–149 g/km [131–153 g/km]                                       | 149 g/km [153 g/km]                                               | 167 g/km [170 g/km]                                               |
| Abgasnorm                                   | Euro 6                                          | Euro 6                                          | Euro 6                                          | Euro 6                                          | Euro 6                                                            | Euro 6                                                            | Euro 6                                                            | Euro 6                                                            |

Werte in eckigen Klammern [ ] stehen für den Tiguan Allspace.

### Ab WLTP-Fahrzyklus 2018

#### Vor Modellpflege
|                                             | 1.5 TSI ACT                                          | 1.5 TSI ACT                                          | 2.0 TSI 4Motion                                      | 2.0 TSI 4Motion                                      | 2.0 TDI                                                           | 2.0 TDI                                                           | 2.0 TDI 4Motion                                                   | 2.0 TDI 4Motion                                                   |
| ------------------------------------------- | ---------------------------------------------------- | ---------------------------------------------------- | ---------------------------------------------------- | ---------------------------------------------------- | ----------------------------------------------------------------- | ----------------------------------------------------------------- | ----------------------------------------------------------------- | ----------------------------------------------------------------- |
| Bauzeitraum                                 | 01/2019–06/2020                                      | 10/2018–06/2020                                      | 01/2019–06/2020                                      | 12/2018–06/2020                                      | 01/2019–01/2020                                                   | 10/2018–06/2020                                                   | 12/2018–06/2020                                                   | 01/2019–06/2020                                                   |
| Motorkennbuchstaben                         | DACB                                                 | DADA/DPCA                                            | DNLA/DKZA                                            | DNJA                                                 | DFGC                                                              | DFGA/DBGC                                                         | DFHA                                                              | CUAA                                                              |
| Motorbaureihe                               | VW EA211 evo                                         | VW EA211 evo                                         | VW EA888                                             | VW EA888                                             | VW EA288                                                          | VW EA288                                                          | VW EA288                                                          | VW EA288                                                          |
| Motortyp, Zylinder/Ventile                  | R4/16-Ottomotor, Turbolader, Direkteinspritzung, OPF | R4/16-Ottomotor, Turbolader, Direkteinspritzung, OPF | R4/16-Ottomotor, Turbolader, Direkteinspritzung, OPF | R4/16-Ottomotor, Turbolader, Direkteinspritzung, OPF | R4/16-Dieselmotor, Turbolader, Common-Rail-Einspritzung, DPF, SCR | R4/16-Dieselmotor, Turbolader, Common-Rail-Einspritzung, DPF, SCR | R4/16-Dieselmotor, Turbolader, Common-Rail-Einspritzung, DPF, SCR | R4/16-Dieselmotor, Turbolader, Common-Rail-Einspritzung, DPF, SCR |
| Hubraum                                     | 1498 cm³                                             | 1498 cm³                                             | 1984 cm³                                             | 1984 cm³                                             | 1968 cm³                                                          | 1968 cm³                                                          | 1968 cm³                                                          | 1968 cm³                                                          |
| max. Leistung bei min−1                     | 96 kW (130 PS)/ 5000–6000                            | 110 kW (150 PS)/ 5000–6000                           | 140 kW (190 PS)/ 4200–6000                           | 169 kW (230 PS)/ 4500–6200                           | 85 kW (115 PS)/ 2750–4500                                         | 110 kW (150 PS)/ 3500–4000                                        | 140 kW(190 PS)/ 3500–4000                                         | 176 kW (240 PS)/ 4000                                             |
| max. Drehmoment bei min−1                   | 220 Nm/1750–3500                                     | 250 Nm/1500–3500                                     | 320 Nm/1500–4100                                     | 350 Nm/1500–4400                                     | 320 Nm/1700–2500                                                  | 340 Nm/1750–3000                                                  | 400 Nm/1900–3300                                                  | 500 Nm/1750–2500                                                  |
| Antriebsart, serienmäßig                    | Vorderradantrieb                                     | Vorderradantrieb                                     | Allradantrieb                                        | Allradantrieb                                        | Vorderradantrieb                                                  | Vorderradantrieb                                                  | Allradantrieb                                                     | Allradantrieb                                                     |
| Antriebsart, optional                       | –                                                    | –                                                    | –                                                    | –                                                    | –                                                                 | Allradantrieb                                                     | –                                                                 | –                                                                 |
| Getriebe, serienmäßig                       | 6-Gang-Schaltgetriebe                                | 6-Gang-Schaltgetriebe                                | 7-Gang-DSG                                           | 7-Gang-DSG                                           | 6-Gang-Schaltgetriebe                                             | 6-Gang-Schaltgetriebe                                             | 7-Gang-DSG                                                        | 7-Gang-DSG                                                        |
| Getriebeart, optional                       | –                                                    | 7-Gang-DSG                                           | –                                                    | –                                                    | –                                                                 | 7-Gang-DSG                                                        | –                                                                 | –                                                                 |
| Leergewicht                                 | 1520 kg                                              | 1520–1550 kg [1585 kg]                               | 1695 kg                                              | 1710 kg                                              | 1600 kg                                                           | 1605–1725 kg [1660–1780 kg]                                       | 1755 kg [1790 kg]                                                 | 1815 kg [1870 kg]                                                 |
| maximale Zuladung                           | 441–603 kg                                           | 443–604 kg [508–665 kg]                              | 434–602 kg                                           | 446–603 kg                                           | 441–614 kg                                                        | 437–623 kg [502–720 kg]                                           | 470–608 kg [503–700 kg]                                           | 455–620 kg [483–730 kg]                                           |
| Beschleunigung 0–100 km/h                   | 10,2 s                                               | 9,2–9,3 s [10,0 s]                                   | 7,5 s                                                | 6,3 s                                                | 10,9 s                                                            | 9,3–9,4 s [9,7–9,9 s]                                             | 7,9 s [8,2 s]                                                     | 6,2 s [6,8 s]                                                     |
| Höchstgeschwindigkeit                       | 192 km/h                                             | 200–202 km/h [200 km/h]                              | 214 km/h                                             | 228 km/h                                             | 185 km/h                                                          | 202–204 km/h [198–202 km/h]                                       | 212 km/h [210 km/h]                                               | 230 km/h [228 km/h]                                               |
| Kraftstoffverbrauch auf 100 km (kombiniert) | 5,7 l Super                                          | 6,0–6,3 l Super [6,3–6,4 l Super]                    | 7,1 l Super                                          | 7,7 l Super                                          | 4,7 l Diesel                                                      | 4,8–5,4 l Diesel [4,9–5,6 l Diesel]                               | 5,6 l Diesel [5,8 l Diesel]                                       | 6,2 l Diesel [6,4 l Diesel]                                       |
| CO2-Emission                                | 130 g/km                                             | 136–143 g/km [143–146 g/km]                          | 162 g/km                                             | 175 g/km                                             | 122–124 g/km                                                      | 125–143 g/km [128–146 g/km]                                       | 147 g/km [153 g/km]                                               | 162 g/km [167 g/km]                                               |
| Abgasnorm                                   | Euro 6d-TEMP                                         | Euro 6d-TEMP                                         | Euro 6d-TEMP-EVAP                                    | Euro 6d-TEMP-EVAP                                    | Euro 6d-TEMP                                                      | Euro 6d-TEMP                                                      | Euro 6d-TEMP                                                      | Euro 6d-TEMP                                                      |

Werte in eckigen Klammern [ ] gelten für den Tiguan Allspace.

#### Nach Modellpflege
|                                             | 1.4 TSI eHybrid                                      | 1.5 TSI ACT                                          | 1.5 TSI ACT                                          | 1.5 TSI ACT                                          | 2.0 TSI 4Motion                                      | 2.0 TSI 4Motion                                      | 2.0 TSI 4Motion                                      | 2.0 TSI 4Motion                                      | R                                                    | 2.0 TDI                                                           | 2.0 TDI                                                           | 2.0 TDI                                                           | 2.0 TDI 4Motion                                                   | 2.0 TDI 4Motion                                                   |
| ------------------------------------------- | ---------------------------------------------------- | ---------------------------------------------------- | ---------------------------------------------------- | ---------------------------------------------------- | ---------------------------------------------------- | ---------------------------------------------------- | ---------------------------------------------------- | ---------------------------------------------------- | ---------------------------------------------------- | ----------------------------------------------------------------- | ----------------------------------------------------------------- | ----------------------------------------------------------------- | ----------------------------------------------------------------- | ----------------------------------------------------------------- |
| Bauzeitraum                                 | 11/2020–06/2022                                      | 09/2020–11/2023                                      | 09/2020–05/2024                                      | 05/2024–08/2024                                      | 12/2020–05/2024                                      | 05/2024–08/2024                                      | 11/2020–05/2024                                      | 05/2024–08/2024                                      | 11/2020–08/2023                                      | 09/2020–11/2023                                                   | 09/2020–05/2024                                                   | 05/2024–08/2024                                                   | 05/2024–08/2024                                                   | 09/2020–05/2024                                                   |
| Motorkennbuchstaben                         | DGEA                                                 | DPBE                                                 | DPCA                                                 |                                                      | DRFA                                                 |                                                      | DNPA                                                 |                                                      | DNFG                                                 | DTRC                                                              | DTSA, DTSB                                                        |                                                                   |                                                                   | DTUA                                                              |
| Motorbaureihe                               | VW EA211                                             | VW EA211 evo                                         | VW EA211 evo                                         | VW EA211 evo 2                                       | VW EA888                                             | VW EA888                                             | VW EA888                                             | VW EA888                                             | VW EA888                                             | VW EA288 evo                                                      | VW EA288 evo                                                      | VW EA288 evo                                                      | VW EA288 evo                                                      | VW EA288 evo                                                      |
| Motortyp, Zylinder/Ventile                  | R4/16-Ottomotor, Turbolader, Direkteinspritzung, OPF | R4/16-Ottomotor, Turbolader, Direkteinspritzung, OPF | R4/16-Ottomotor, Turbolader, Direkteinspritzung, OPF | R4/16-Ottomotor, Turbolader, Direkteinspritzung, OPF | R4/16-Ottomotor, Turbolader, Direkteinspritzung, OPF | R4/16-Ottomotor, Turbolader, Direkteinspritzung, OPF | R4/16-Ottomotor, Turbolader, Direkteinspritzung, OPF | R4/16-Ottomotor, Turbolader, Direkteinspritzung, OPF | R4/16-Ottomotor, Turbolader, Direkteinspritzung, OPF | R4/16-Dieselmotor, Turbolader, Common-Rail-Einspritzung, DPF, SCR | R4/16-Dieselmotor, Turbolader, Common-Rail-Einspritzung, DPF, SCR | R4/16-Dieselmotor, Turbolader, Common-Rail-Einspritzung, DPF, SCR | R4/16-Dieselmotor, Turbolader, Common-Rail-Einspritzung, DPF, SCR | R4/16-Dieselmotor, Turbolader, Common-Rail-Einspritzung, DPF, SCR |
| Hubraum                                     | 1395 cm³                                             | 1498 cm³                                             | 1498 cm³                                             | 1498 cm³                                             | 1984 cm³                                             | 1984 cm³                                             | 1984 cm³                                             | 1984 cm³                                             | 1984 cm³                                             | 1968 cm³                                                          | 1968 cm³                                                          | 1968 cm³                                                          | 1968 cm³                                                          | 1968 cm³                                                          |
| max. Leistung bei min−1                     | 180 kW (245 PS) (1)                                  | 96 kW (130 PS)/ 5000–6000                            | 110 kW (150 PS)/ 5000–6000                           | 110 kW (150 PS)/ 5000–6000                           | 140 kW (190 PS)/ 4200–6000                           | 140 kW (190 PS)/ 4200–6000                           | 180 kW (245 PS)/ 5000–6500                           | 180 kW (245 PS)/ 5000–6500                           | 235 kW (320 PS)/ 5350                                | 90 kW (122 PS)/3500                                               | 110 kW (150 PS)/ 3000–4200                                        | 110 kW (150 PS)/ 3000–4200                                        | 142 kW (193 PS)/ 3500                                             | 147 kW (200 PS)/ 3600–4100                                        |
| max. Drehmoment bei min−1                   | 400 Nm (2)/1550–3500                                 | 220 Nm/1750–3500                                     | 250 Nm/1500–3500                                     | 250 Nm/1500–3500                                     | 320 Nm/1500–4100                                     | 320 Nm/1500–4100                                     | 370 Nm/1600–4300                                     | 370 Nm/1600–4300                                     | 420 Nm/2100–5350                                     | 320 Nm/1600–2500                                                  | 340 Nm/1600–3000 DSG: 360 Nm/1600–2750                            | 360 Nm/1600–2750                                                  | 400 Nm/1750–3250                                                  | 400 Nm/1750–3500                                                  |
| Antriebsart, serienmäßig                    | Vorderradantrieb                                     | Vorderradantrieb                                     | Vorderradantrieb                                     | Vorderradantrieb                                     | Allradantrieb                                        | Allradantrieb                                        | Allradantrieb                                        | Allradantrieb                                        | Allradantrieb                                        | Vorderradantrieb                                                  | Vorderradantrieb                                                  | Vorderradantrieb                                                  | Allradantrieb                                                     | Allradantrieb                                                     |
| Antriebsart, optional                       | –                                                    | –                                                    | –                                                    | –                                                    | –                                                    | –                                                    | –                                                    | –                                                    | –                                                    | –                                                                 | Allradantrieb                                                     | –                                                                 | –                                                                 | –                                                                 |
| Getriebe, serienmäßig                       | 6-Gang-DSG                                           | 6-Gang-Schaltgetriebe                                | 6-Gang-Schaltgetriebe                                | 6-Gang-Schaltgetriebe                                | 7-Gang-DSG                                           | 7-Gang-DSG                                           | 7-Gang-DSG                                           | 7-Gang-DSG                                           | 7-Gang-DSG                                           | 6-Gang-Schaltgetriebe                                             | 6-Gang-Schaltgetriebe                                             | 7-Gang-DSG                                                        | 7-Gang-DSG                                                        | 7-Gang-DSG                                                        |
| Getriebeart, optional                       | –                                                    | –                                                    | 7-Gang-DSG                                           | 7-Gang-DSG                                           | –                                                    | –                                                    | –                                                    | –                                                    | –                                                    | –                                                                 | 7-Gang-DSG                                                        | –                                                                 | –                                                                 | –                                                                 |
| Leergewicht                                 | 1811 kg                                              | 1512 kg                                              | 1510–1541 kg [1571–1604 kg]                          | [1576–1609 kg]                                       | 1678 kg [1735 kg]                                    | [1729 kg]                                            | 1690 kg [1743 kg]                                    | [1738 kg]                                            | 1746 kg                                              | 1598 kg                                                           | 1640–1715 kg [1684–1795 kg]                                       | [1699 kg]                                                         | [1777 kg]                                                         | 1715 kg [1790 kg]                                                 |
| maximale Zuladung                           | 441 kg                                               | 458 kg                                               | 459–460 kg [501–609 kg]                              | [541–544 kg]                                         | 451–597 kg [509–638 kg]                              | [571 kg]                                             | 459 kg [501–666 kg]                                  | [538 kg]                                             | 450 kg                                               | 442–522 kg                                                        | 450–545 kg [493–668 kg]                                           | [571 kg]                                                          | [593 kg]                                                          | 535 kg [491–657 kg]                                               |
| Beschleunigung 0–100 km/h                   | 7,5 s                                                | 10,9 s                                               | 9,2–9,9 s [9,6–10,3 s]                               | [9,6–9,8 s]                                          | 7,4 s [7,7 s]                                        | [7,7 s]                                              | 6,0 s [6,2 s]                                        | [6,2 s]                                              | 4,9 s                                                | 10,9 s                                                            | 9,3–9,4 s [9,7–9,8 s]                                             | [9,8 s]                                                           | [7,7 s]                                                           | 7,5 s [7,8 s]                                                     |
| Höchstgeschwindigkeit                       | 205 km/h                                             | 195 km/h                                             | 202–203 km/h [200–201 km/h]                          | [200–201 km/h]                                       | 214 km/h [213 km/h]                                  | [213 km/h]                                           | 229 km/h [229 km/h]                                  | [229 km/h]                                           | 250 km/h                                             | 191 km/h                                                          | 198–200 km/h [197–200 km/h]                                       | [199 km/h]                                                        | [218 km/h]                                                        | 216 km/h [216 km/h]                                               |
| Kraftstoffverbrauch auf 100 km (kombiniert) | 1,5 l Super                                          | 5,5–5,7 l Super                                      | 5,7–5,9 l Super [5,7 l Super]                        | [6,6–7,5 l Super]                                    | 6,7 l Super [6,8–7,0 l Super]                        | [7,8–8,5 l Super]                                    | 7,2 l Super [7,5 l Super]                            | [8,8 l Super]                                        | 8,1 l Super                                          | 4,5–4,7 l Diesel                                                  | 4,5–5,1 l Diesel [4,5–5,0 l Diesel]                               | [5,7–6,2 l Diesel]                                                | [6,6 l Diesel]                                                    | 5,2–5,4 l Diesel [5,4–5,5 l Diesel]                               |
| CO2-Emission                                | 33 g/km                                              | 126–129 g/km                                         | 130–136 g/km [130 g/km]                              | [151–174 g/km]                                       | 153 g/km [156–160 g/km]                              | [179–193 g/km]                                       | 165 g/km [170 g/km]                                  | [201 g/km]                                           | 186 g/km                                             | 119–124 g/km                                                      | 119–135 g/km [119–132 g/km]                                       | [150–163 g/km]                                                    | [172 g/km]                                                        | 137–143 g/km [142–146 g/km]                                       |
| Abgasnorm                                   | Euro 6d-ISC-FCM                                      | Euro 6d-ISC-FCM                                      | Euro 6d-ISC-FCM                                      | Euro 6e                                              | Euro 6d-ISC-FCM                                      | Euro 6e                                              | Euro 6d-ISC-FCM                                      | Euro 6e                                              | Euro 6d-ISC-FCM                                      | Euro 6d-ISC-FCM                                                   | Euro 6d-ISC-FCM                                                   | Euro 6e                                                           | Euro 6e                                                           | Euro 6d-ISC-FCM                                                   |

Werte in eckigen Klammern [ ] gelten für den Tiguan Allspace.